# Romans cinématiques
Les romans cinématiques sont le nom d'une collection de livres à destination des jeunes lancée par la Maison de la bonne presse en 1920. Les illustrations y occupent la moitié des pages.
Le premier volume est Le roi de l'or par Alice Pujo. Une cinquantaine de récits seront publiés jusqu'en 1956.
Les auteurs les plus fréquents, outre cette dernière, sont René Duverne, Max Colomban, Henriette Robitaillie, ...
Les illustrateurs comprennent notamment Eugène Damblans, Grand'Aigle, Gaston Jacquement, Pierredec, ...

## Liste partielle des titres
- 1 Le roi de l'or par Alice Pujo
- 2 Le signe rouge par Alice Pujo
- 3 Les mystères de Golconde par Alice Pujo
- 4 La tour des aigles par Alice Pujo
- 5 Miette et Janet par Max Colomban
- 6 L'île du bonheur par Max Colomban
- 7 Vers l'Oasis par Alice Pujo
- 8 Histoire de trois enfants russes par Max Colomban
- 9 Le secret de Pallahore par Myriam Catalany
- 10 Bernard et Lélette par Max Colomban
- 11 Le maître de l'espace par Myriam Catalany
- 12 Après l'épouvante par Myriam Catalany
- 13 Une tête blonde par Myriam Catalany
- 14 Galaor et Célysette par Max Colomban
- 15 Liliane aviatrice par Max Colomban
- 16 L'aventure d'André Chérance par Myriam Catalany
- 17 Le lac mystérieux par René Duverne
- 18 Carmen Peredez par Max Colomban
- 19 Haine de brahmane par Myriam Catalany
- 20 On recherche une jeune fille par Myriam Catalany
- 27 La maison automobile par René Duverne
- 32 Angélica par M. Catalany
- 36 Hors du Gouffre par Grand'Aigle
- 37 Le vagabond par Denisèle ,